# Cementogênese

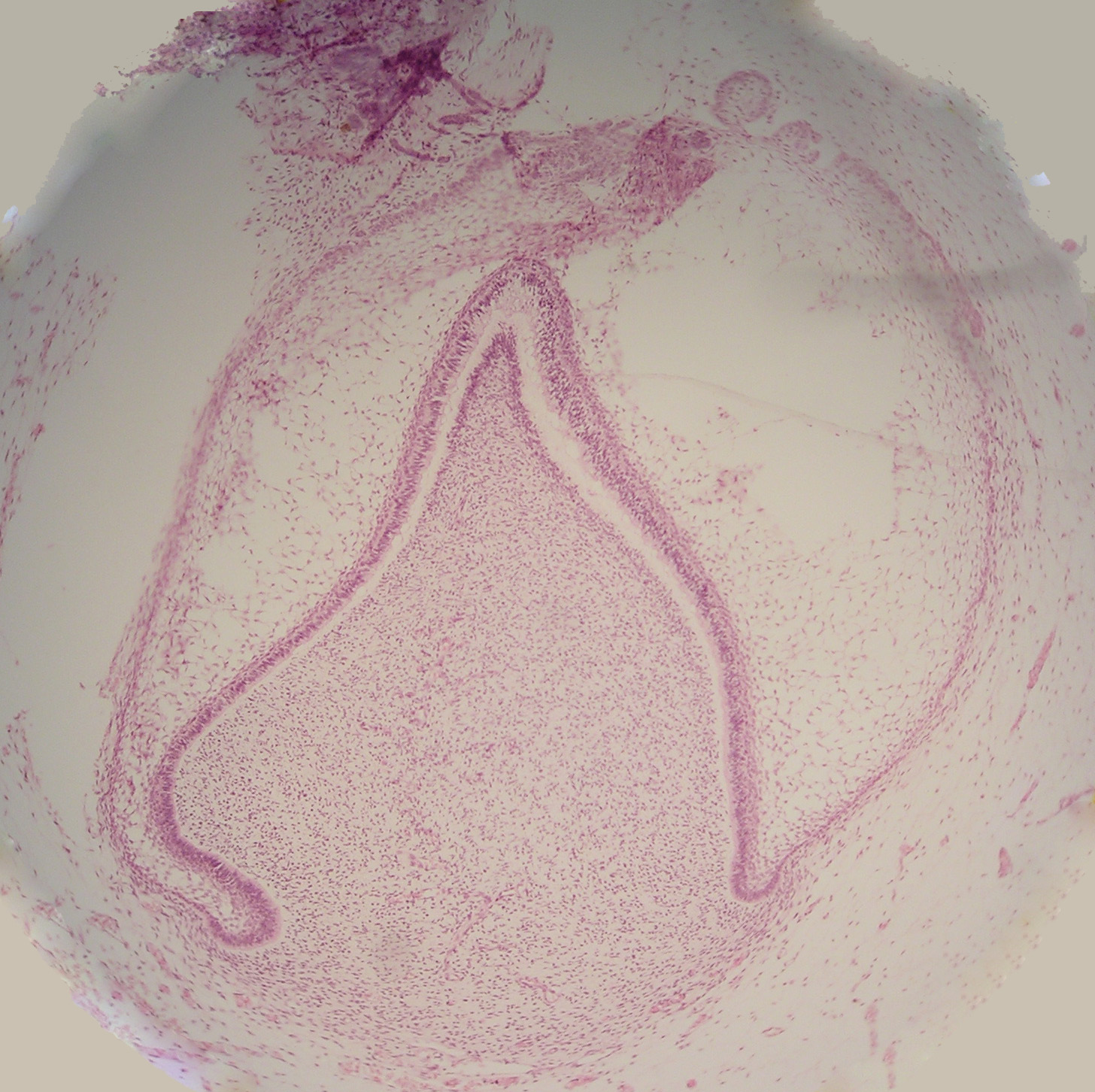
Formação dentária (fase de campânula

Cementogênese é a formação do cemento, um dos três constituintes minerais dos dentes. Para a cementogênese iniciar, a bainha epitelial de Hertwig deve fragmentar-se. 

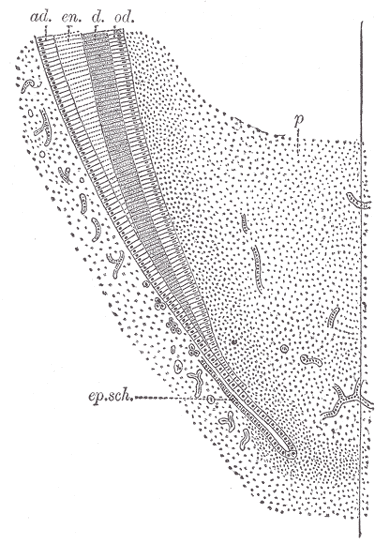
Esboço da fragmentação da bainha epitelial de Hetwig